# Loches-sur-Ource
Loches-sur-Ource é uma comuna francesa na região administrativa de Grande Leste, no departamento de Aube. Estende-se por uma área de 13,71 km². Em 2010 a comuna tinha 357 habitantes (densidade: 26 hab./km²).